# Boljanić
Boljanić är ett samhälle i Bosnien och Hercegovina.   Det ligger i entiteten Republika Srpska, i den centrala delen av landet, 90 km norr om huvudstaden Sarajevo. Boljanić ligger 194 meter över havet och antalet invånare är 1 887.
Terrängen runt Boljanić är kuperad.Runt Boljanić är det ganska tätbefolkat, med 72 invånare per kvadratkilometer.. Närmaste större samhälle är Gračanica, 7,8 km öster om Boljanić. 
I omgivningarna runt Boljanić växer i huvudsak blandskog.